# Pentasilane
Le pentasilane est un composé chimique de formule Si5H12. Ce silane est l'analogue structurel silicié du n-pentane C5H12. Il se présente comme un liquide incolore pyrophorique qui se décompose même à température ambiante. Il réagit au contact de l'eau H2O en donnant du dioxyde de silicium SiO2 et de l'hydrogène H2, et brûle dans l'air en donnant du dioxyde de silicium et de l'eau,.
Le pentasilane peut être obtenu à partir d'hexachlorodisilane Si2Cl6 et d'une base de Lewis comme la triméthylamine N(CH3)3 ou un composé organophosphoré. La liaison Si–Si de l'hexachlorodisilane, un acide de Lewis fort, est clivée, libérant du tétrachlorure de silicium SiCl4 ainsi qu'un silylène stabilisé par la base ; l'intermédiaire silylène a pu être détecté, confirmant ainsi le mécanisme réactionnel.
L'irration[Quoi ?] dans l'ultraviolet de pentasilane dissous dans du 2,3-diméthylbutane donne des homologues plus lourds tels que le 3-silylhexasilane et le 4-silylheptasilane.
Les silanes liquides lourds tels que le pentasilane pourraient être utilisés comme additifs non toxiques aux ergols utilisés en astronautique car ils peuvent améliorer l'efficacité de la combustion.